# Ptilinopus cinctus
Ptilinopus cinctus là một loài chim trong họ Columbidae.